# Диц, Гарри
Гарри Диц (Harry «Hal» Dietz, III) — американский учёный-медик, генетик и детский кардиолог, ведущий в мире специалист по синдрому Марфана. Доктор медицины (1984), профессор Школы медицины Университета Джонса Хопкинса, исследователь Медицинского института Говарда Хьюза (с 1997), член Национальных Академии наук (2011) и Медицинской академии (2008) США. Удостоился более полусотни различных почестей, в том числе международных.
Окончил Университет Дьюка (бакалавр биомедицинской инженерии, 1980). Степень доктора медицины получил в State University of New York Upstate Medical University (1984). Затем занимался в Университете Джонса Хопкинса, в школе медицины которого прошёл подготовку по педиатрии, детской кардиологии, генетике, в 1992 году будет зачислен в его штат.
Автор более 200 рецензированных публикаций.
Среди отличий:
- Curt Stern Award[нем.] (2006)
- Colonel Harland Sanders Lifetime Achievement Award (2012)
- Taubman Prize (2012)
- Pasarow Award[нем.] (2013)
- InBev-Baillet Latour Health Prize[нем.] (2014)
- Harrington Prize for Innovation in Medicine[нем.] (2014)[3]